# 61 Ursae Majoris
61 Ursae Majoris (61 UMa / HR 4496 / HD 101501 / GJ 434) è una stella della costellazione dell'Orsa Maggiore di magnitudine apparente pari a +5,31. Si trova a est di Alula Borealis (ν Ursae Majoris) ed a nordest di Alula Australis (ξ Ursae Majoris). e dista dal Sistema Solare 31,1 anni luce.
61 Ursae Majoris è una nana arancione di tipo spettrale G8V, con caratteristiche fisiche simili a quelle del Sole. Più fredda e piccola del Sole, la sua massa è circa l'87% della massa solare. 
Il suo diametro è stimato tra l'84% e l'89% di quello solare, mentre la luminosità è poco più della metà di quella solare. Possiede una metallicità - valore che è correlato con l'esistenza di sistemi planetari— corrispondente all'83% di quella del Sole. 
61 Ursae Majoris è catalogata come stella variabile la cui luminosità varia tra la magnitudine 5,30 e 5,35. Anche se la sua attività cromosferica suggerisce che la sua età potrebbe essere di soli 500 milioni di anni, l'assenza di un disco di polveri osservabile  —come quello rinvenuto nel sistema della stella ε Eridani—, sembra indicare una età superiore ad un miliardo di anni.
La sua relativa vicinanza e le sue caratteristiche fisiche rendono 61 Ursae Majoris un obiettivo prioritario nella ricerca di pianeti terrestri nell'ambito dei Progetti Darwin e Terrestrial Planet Finder. Per il momento non si è rilevata la presenza di nane marroni o pianeti gioviani intorno all'orbita della stella.
Le stelle più vicine a 61 Ursae Majoris sono Groombridge 1830, a 2,6 anni luce, Gliese 450, a 3,4 anni luce, e il sistema stellare Alula Australis (ξ Ursae Majoris), a 4,7 anni luce.